# Ingipipa
De ingipipa (Couratari guianensis) is een bladverliezende boom die tot 60 meter hoog kan worden. De rechte cilindrische stam kan 75 cm of meer in doorsnee meten met zware plankwortels die meters hoog kunnen reiken.
De boom verliest al zijn blad aan het eind van de droge tijd (september-oktober), wanneer de zaden beginnen te rijpen. De boom plant zich voort door middel van gevleugelde zaden die zich in een houtige zaaddoos bevinden met wanden die ongeveer 5,25 mm dik zijn. De zaden liggen in een driehoekige of vierhoekige kolom erin opgesloten. Het aantal zaden per doos varieert van 8-57 met een gemiddelde van 24,3. Arasoorten zoals Groenvleugelara, de Bokraaf en Blauwgele ara hebben echter bekken die sterk genoeg zijn om de houtige dozen open te breken. Zij doen zich dan te goed aan de onrijpe zaden in een tijd dat voedsel schaars is. In een studie bleek slechts 1% van de dozen het te overleven.
Het verspreidingsgebied strekt zich uit over Centraal- en Zuid-Amerika: van Costa Rica en Panama, via Colombia, Peru Venezuela, de Guiana's tot het noorden van Brazilië. De boom wordt veel voor zijn hout in het wild gerooid en zijn leefgebied vernield. Daardoor is hij sterk in aantal afgenomen. De schors wordt ook gebruikt als middel tegen koortsen. De ingipipa wordt ook wel de telefoonboom genoemd omdat een flinke klap met een stuk hot op de holle plankwortel een sonoor geluid voortbrengt dat mijlenver gehoord kan worden.

## Het hout
Het hout is roomkleurig tot lichtbruin met een gele of roze tint. Het spinthout is niet duidelijk te onderscheiden. Het hout bevat kiezel maar het is niet erg duurzaam. Het staat bloot aan aantasting door schimmels en insecten. Onder de naam ingipipa wordt soms ook hout van verwante soorten, zoals C. oblongifolia of C. stellata verhandeld. De dichtheid is 0,75.

## Beeldgalerij

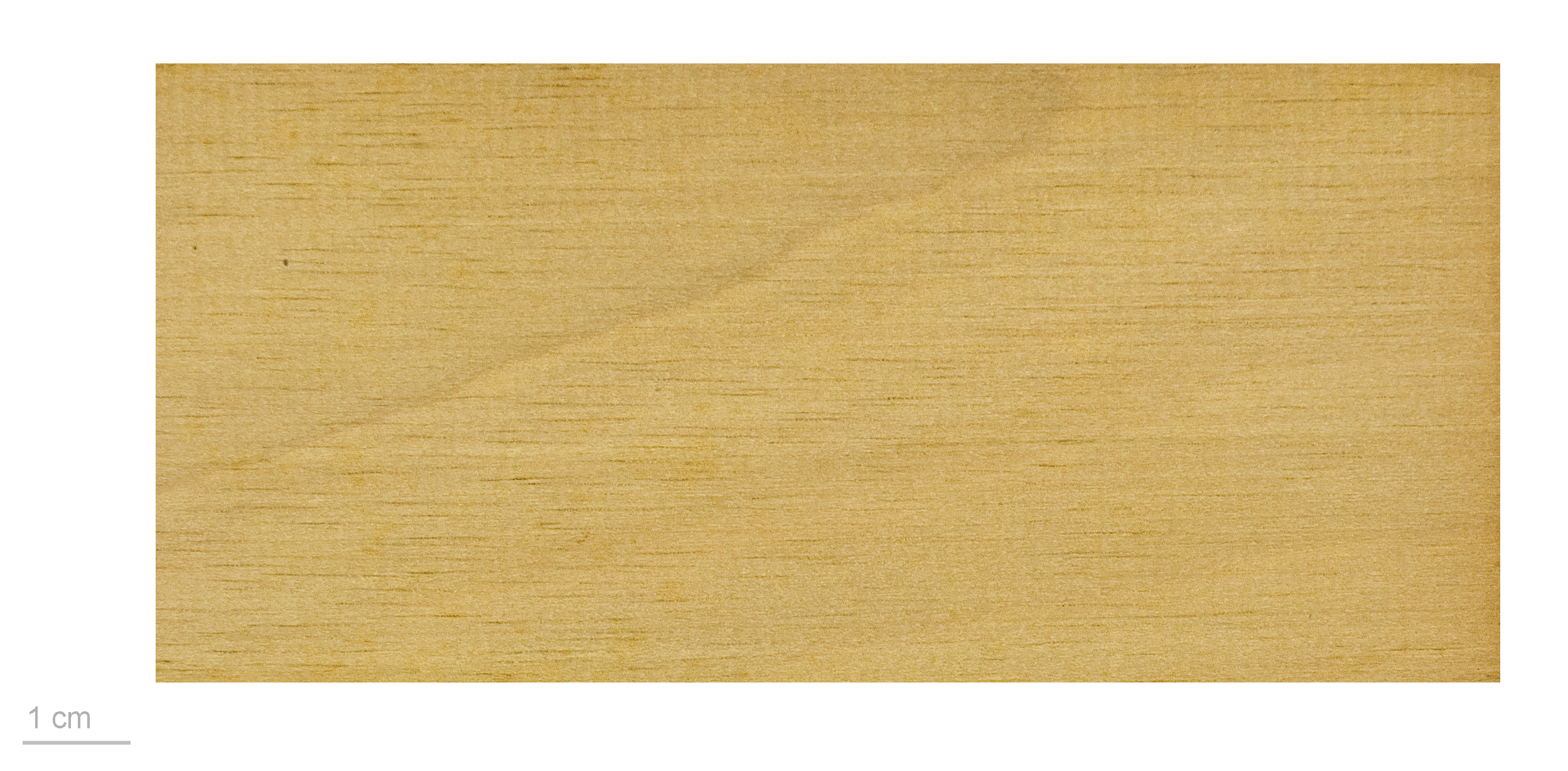
Ingipipahout
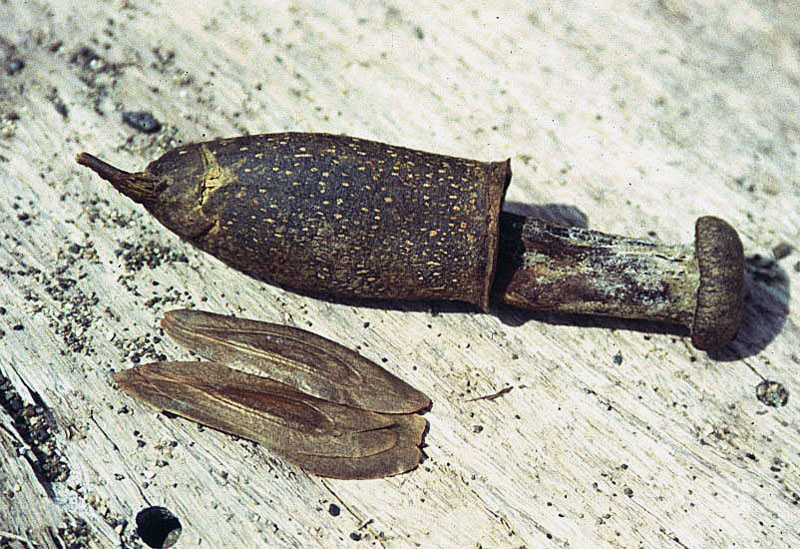
Een zaaddoos en twee gevleugelde zaden.